# Костенковци
Костенковци (болг. Костенковци) — село в Болгарии. Находится в Габровской области, входит в общину Габрово. Население составляет 44 человека.
Село расположено в 4 км от Дряновского монастыря, и в 15 км от Сокольского монастыря.

## Политическая ситуация
В местном кметстве Лесичарка, в состав которого входит село Костенковци, должность кмета (старосты) исполняет Веселина Бонева Димова (инициативный комитет) по результатам выборов.
Кмет (мэр) общины Габрово — Томислав Пейков Дончев (Граждане за европейское развитие Болгарии (ГЕРБ)) по результатам выборов в правление общины.